# Iván Hindy

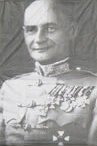
Iván Hindy (ca. 1938)

Iván Hindy (amtlich ungarisch Vitéz kishindi Hindy Iván; * 28. Juni 1890 in Budapest; † 29. August 1946 ebenda) war ein ungarischer General der Königlich Ungarischen Armee während des Zweiten Weltkriegs, zuletzt im Rang eines Generalobersten. Während der Belagerung von Budapest kommandierte er die ungarischen Truppenverbände, welche zur Verteidigung der Stadt gegen die Belagerung und spätere Eroberung durch die Rote Armee eingesetzt waren.

## Familie
Hindy entstammte einer katholischen Adelsfamilie. Er war der jüngere Sohn von Helen, geborene Ziska sowie Geza Hindy (1850–1895), einem Beamten der ungarischen Staatsbahn Magyar Államvasutak. Sein Onkel, Arpad Hindy (1843–1898) war ein Journalist sowie Zeitungsredakteur. Sein Großvater väterlicherseits, Iván Hindy (1800–1875) war Jurist und Richter in Transleithanien und der jüngere Bruder von Michael Hindy (1807–1870), einem römisch-katholischen Priester und Sprachlehrer in Vác. Sein älterer Bruder Zoltan Hindy (* 17. Mai 1880; † 8. Mai 1951) war ebenfalls Jurist, Staatsanwalt und Politiker.

## Militärischer Werdegang
1909 bis 1912 absolvierte er die Kadettenschule der Infanterie in Kassa, und wurde nach dem Abschluss zum Leutnant ernannt. Er wurde dem 32. Infanterie-Regiment zugeteilt, mit dem er als Truppenoffizier auch im Ersten Weltkrieg gekämpft hat. In Anerkennung seiner Tapferkeit und Verdienste wurde er mehrfach befördert und 1915 mit dem Militärverdienstkreuz sowie 1918 mit dem Orden der Eisernen Krone Stufe III geehrt. Außerdem war er Träger der Verwundetenmedaille.
In der Ära der Ungarischen Räterepublik wurde er in den einstweiligen Ruhestand versetzt. Nach deren Sturz im Februar 1920 und der Wiederherstellung des Königreichs Ungarn, wurde er per 1. März durch die neue Armeeführung in den aktiven Dienst zurückbeordert und war im Jahre 1929 im Rang eines Majors. Ab dem 1. November 1933 war er Lehrer an der Ludovika-Akademie und wurde 1934 zum Oberstleutnant befördert. Bis 1939 arbeitete er dort u. a. als Lehrer für deutsche Sprache und innerer Sicherheitspolitik.
Vom 1. Mai 1939 bis 1. März 1940 wurde er zum Oberkommando des Heeres abkommandiert und diente als Berichterstatter. Hier wurde er auch noch 1939 zum Oberst befördert. Danach diente er in der ungarischen Heeresführung und wurde an die Ostfront abkommandiert. Dort war er maßgeblich an den Planungen der ungarischen militärischen Operationen beteiligt und wurde zum 1. November 1942 in den Rang eines Generalmajors befördert.
Im Rahmen der von Miklós Horthy geplanten Waffenstillstandsverhandlungen mit der Sowjetunion wurde am 15. Oktober 1944 dessen Vertrauter Generalleutnant Béla Aggteleky verhaftet. Dieser war der kommandierende General der ungarischen Truppen an der Westfront und mit der Übergabe der Waffenstillstandsangebote beauftragt. Als Belohnung für seine Loyalität gegenüber den Pfeilkreuzlern ernannte ihn Ferenc Szálasi aus Dank noch am gleichen Tag zum Oberbefehlshaber der ungarischen Truppen an der Ostfront. Da diese aufgrund des massiven Rückzuges bereits bis auf ungarisches Gebiet gedrängt waren, wurde er gleichfalls zum Korpskommandanten für die Verteidigung der Stadt Budapest ernannt. Am 1. November 1944 wurde er zum Generalleutnant befördert und befehligte ab dem 29. November 1944 die 3. ungarische Armee, mit einer Mannstärke von 37.000 Soldaten, welche Budapest gemeinsam mit dem IX. SS-Gebirgskorps, mit einer Mannstärke von rund 33.000 Soldaten unter dem Befehl des SS-Obergruppenführers und Generals der Polizei Karl Pfeffer-Wildenbruch, dem er unterstellt war, verteidigte.
Anfang Januar 1945 nahm der ungarische zivile Widerstand Kontakt zu ihm auf und wollte Möglichkeiten erörtern, wie man die Stadt weitgehend unzerstört den sowjetischen Verbänden übergeben und die deutschen Truppen zu einer Kapitulation bewegen könnte. Hindy lehnte eine Vermittlung mit den Worten „Glauben Sie mir, meine Herren, ein ordentlicher deutscher Offizier kann in meiner Situation mehr als ich tun.“ ab. Er beschränkte sich auf die mehrfachen Bitten an Wildenbruch, die verbliebenen Donaubrücken nicht durch deutsche Pioniere sprengen zu lassen. Am 10. Februar 1945 versuchte er mit 38.000 deutschen und ungarischen Soldaten einen Ausbruch aus dem Kessel, nachdem Adolf Hitler jede Anfrage zu einer Kapitulation der verbliebenen Truppen ablehnte. Sowjetischen Truppen hatten dies jedoch bereits erwartet und an der erwarteten Ausbruchstelle am Széll Kálmán tér in der Nähe der Budaer Burg das Potenzial ihrer Truppen verstärkt. Der blutige Ausbruchsversuch, zumal sich in seinem Tross auch Tausende Zivilisten befanden, brach schnell zusammen und Hindy geriet in sowjetische Kriegsgefangenschaft.
Nach der vollständigen Befreiung Ungarns am 4. April 1945 wurde er durch die Behörden der eingesetzten Volksregierung am 19. Juni 1945 degradiert und unmittelbar anschließend aus der Armee ausgeschlossen. Allerdings übergab ihm das sowjetische Militärtribunal nach Prüfung seiner Person sein Offiziersschwert und stellte ihn unter Bewachung zweier russischer Oberste bis Anfang 1946. Am 16. Februar 1946 wurde er den Behörden der Republik Ungarn übergeben. Der Volksgerichtshof verurteilte ihn als Kriegsverbrecher zum Tode durch den Strang und verfügte die restlose Einziehung seines gesamten Vermögens. Am 29. August 1946 wurde das Todesurteil bestätigt, nachdem die Richter alle Gnadengesuche abgelehnt hatten.

## Ehrungen (Auswahl)
im Ersten Weltkrieg
- 1915 Militärverdienstkreuz des Kaisertums Österreich
- 1918 Orden der Eisernen Krone Stufe III
- Verwundetenmedaille des Kaisertum Österreich

im Zweiten Weltkrieg
- Eisernes Kreuz erster und zweiter Stufe
- Ritterkreuz des Eisernen Kreuzes mit Eichenlaub, Schwertern und Brillanten
- Signum Laudis mit Großkreuz